# فیلیپ گالاس
فیلیپ گالاس (انگلیسی: Philippe Gallas؛ زادهٔ ۷ آوریل ۱۹۵۹) بازیکن فوتبال است.